# Fernando Roig Alfonso
Fernando Roig Alfonso (Poble Nou, València, 25 de juliol de 1947) és un empresari del País Valencià.
En la seva faceta empresarial és amo de l'empresa de ceràmica Pamesa, d'Almassora (la Plana Alta), i amo de l'11% de la cadena de supermercats que dirigeix el seu germà Juan Roig, Mercadona. També està present en el sector de l'energia eòlica mitjançant l'empresa Renomar.
L'altra faceta per la qual és conegut Fernando Roig és l'esportiva, ja que és el màxim accionista i president del Vila-real CF, i ho fou del Pamesa València de bàsquet, a més d'haver estat un important accionista del València CF. També és soci de Valmor l'empresa que gestiona la Fórmula 1 a València. Fernando va aconseguir la majoria de les accions de l'equip de Vila-real en la temporada 1997-1998, en la qual compaginà la direcció tant del Vila-real CF com un gran creixement, pujant a la Primera Divisió, jugant competicions europees com la Copa de la UEFA o la Champions League, creant equips de futbol base com el Vila-real B o la construcció de la Ciutat Esportiva del Vila-real.
Posteriorment delegà les seves funcions en el Pamesa amb el seu germà, encara que mai s'ha desvinculat del club que patrocina.
Fernando Roig està casat amb Elena Negueroles, pintora i membre del Consell Valencià de Cultura, amb qui té dos fills, Helena i Fernando, i ambdós treballen en la gestió del Vila-real CF.
El 22 de febrer de 2006 fou nomenat Fill Adoptiu de Vila-real per l'Ajuntament de la ciutat, en un acte celebrat en l'auditori municipal.